# پل اوا
پل اَوا (برمه‌ای: အင်းဝတံတား) یک پل ۱۶ دهانه‌ای با پشتیبان ساده بین اوا و زاگاین، ناحیه ماندالی در برمه بود که در سال ۱۹۳۴ توسط بریتانیایی‌ها ساخته شد. این پل در طول جنگ جهانی دوم توسط ارتش بریتانیا، که در حال عقب‌نشینی بود، تخریب شد و پس از استقلال برمه در سال ۱۹۵۴، مجدداً بازسازی شد. این پل تا اوایل سدهٔ بیست و یکم تنها پلی بود که بر روی رود ایراوادی قرار داشت؛ پس از آن تعدادی پل توسط دولت بر روی این رود احداث شد. از جملهٔ این پل‌های جدید می‌توان به پل ایروادی اشاره کرد که در سال ۲۰۰۸ تکمیل شد. پل اوا در پی یک زمین‌لرزهٔ ۷٫۷ ریشتری در ۲۸ مارس ۲۰۲۵ فروریخت.